# Bhadrak
Bhadrak är en stad i sydvästra delen av den indiska delstaten Odisha och är centralort i ett distrikt med samma namn. Folkmängden uppgick till 107 463 invånare vid folkräkningen 2011, med förorter 129 228 invånare.